# 华庆面粉厂

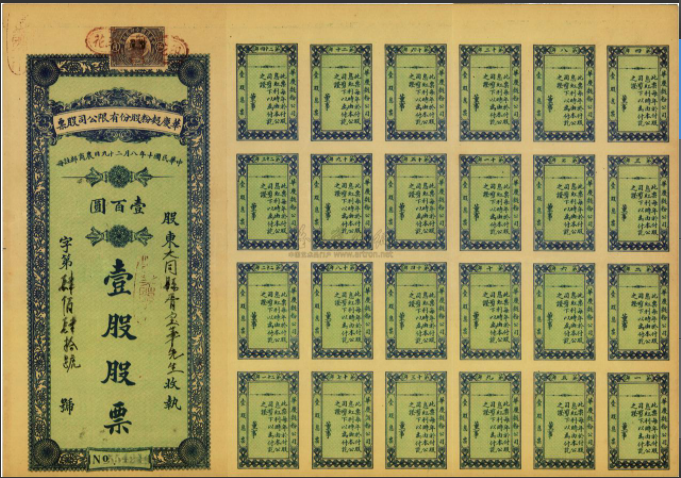
民国十年（1921年）华庆面粉股份有限公司股票

华庆面粉厂，也称济南华庆面粉股份有限公司，1918年筹建、1921年8月投产的一家面粉加工厂，厂址位于中國山东省济南市，是民国时期济南七大面粉企业之一。

## 历史
1909年，寿光人张采丞在济南商埠纬三路创办“兴顺福”机器油坊，是当时机器工业中人员较多、资本雄厚、规模较大的厂家之一。1913年，张采丞和来自蓬莱的冷镇邦在油坊内设立了面粉厂，初名“兴顺福西记”，有立式石磨4部，蒸汽发动机2部，日产面粉500包。
1918年，张采丞、冷镇邦开始筹备建立济南华庆面粉厂。该厂共筹集资本30.87万元，其中张采丞投资7.94万元，冷镇邦投资4.03万元，两人投资占全部资金的39%。此外，山东省交通厅次长劳逊五、山东省实业厅厅长田步蟾、财政厅厅长周笑如、山东省督军田中玉等人均在该厂有投资。该厂购置美制“脑达克”复式钢辊磨和英制蒸汽发动机数部。1921年8月，华庆面粉厂在与商埠区相望的津浦铁路以北建成投产，张采丞任董事长兼总理，冷镇邦任副董事长兼协理，于耀西、齐少芹任监察人，其他董事还有田经世、劳逊五、张颜山、张立春、朋石辰、王景尧、田步蟾、周笑如、郑筱舫。1921年8月29日，华庆面粉股份有限公司在农商部注册。建厂之初，该厂年产面粉75000吨，为方便运输，张采丞还与津浦铁路局协商，修建了一条直通华庆面粉厂仓库的铁道岔路。1931年，该厂董事会改组，冷镇邦出任董事长。1932年4月26日，该公司登记资本为国币308726元。1937年4月10日，冷镇邦从企业盈余中提取91300元，按原股金30%作为股东投资，增加登记资本至40万元。根据传世的1937年“寿字139号”股票的票面文字，当时股东有冷镇邦、袁瑞卿、张少采、张颜山、田镜宇、劳光裕、周笑如、李寶齊、崔子清、赵东甫和赵书郛。
1937年12月27日侵华日军进占济南后，部分日军便在华庆面粉厂内驻扎、检查职工人数和逼索枪支。经理赵景舆因日军进厂横行扰乱逼他交枪，被吓成精神病。驻军从厂内撤走后不久，日军下令对济南面粉业一律实行军管，生产经营均由侵华日军监督。在对该厂的具体处理上，则是日本人带翻译来到厂里检查企业帐簿、库存成品、原粮等，指令一概不准动。随后，日军又要求各面粉厂与日商三菱公司、三井洋行合作。济南市商会会长、成记面粉厂经理苗兰亭召集会议，对合作问题进行讨论。会议上，苗兰亭代表成记面粉厂倡议同意合作，宝丰面粉厂代表李锡三也表示拥护合作。尽管苗兰亭曾多次劝说，但当时负责工厂对外工作，并代表该厂参会的营业主任杨竹庵一直不同意与日商合作。成记、宝丰和成丰三家面粉厂与日商签订合作协议书后恢复生产，而华庆、惠丰两厂则因拒不合作被勒令停业。直到1938年底，华庆面粉厂才被允许开业，主要为侵华日军加工军用面粉，虽然允许部分自营生产，但其实是有名无实。其后日军不断加强对面粉业和粮业的控制，组织采运社、小麦协会等组织控制面粉厂的业务，对华庆、惠丰两家自营厂的产销数量都严加限制，使华庆只能艰难维持开支。
1937年12月济南沦陷后，冷镇邦在西安避难，为应对侵华日军盘剥，张采丞之子张韶采被推荐为代董事长。1938年，冷镇邦病故，张韶采正式继任董事长。1946年，张韶采病故，冷镇邦之孙冷景阳任董事长。1948年，在华庆面粉厂上海庄坐镇指挥投机生意的冷景阳去了台湾，张韶采之子张宇光任董事长。1952年，张宇光去世，董事会由常务董事主持，直至1955年该厂实行公私合营。
1966年，该厂并入济南北支线粮库成为济南北山粮库的制粉车间。1982年，济南北山粮库制粉楼扩建竣工后，改名为济南北山面粉厂，后并入济南民天面粉有限责任公司，成为该公司的一个分厂。

## 董事长
1921年至1952年间，华庆面粉厂先后共有五任董事长。
| 任次   | 姓名   | 在职时间       | 其他介绍                   |
| ------ | ------ | -------------- | -------------------------- |
| 第一任 | 张采丞 | 1921年－1931年 | 创始人之一                 |
| 第二任 | 冷镇邦 | 1931年－1938年 | 创始人之一                 |
| 第三任 | 张韶采 | 1938年－1946年 | 也被记作张少采，张采丞之子 |
| 第四任 | 冷景阳 | 1946年－1948年 | 冷镇邦之孙                 |
| 第五任 | 张宇光 | 1948年－1952年 | 又名张葆生，张韶采之子     |

## 备注
1. ↑  根据2012秋季文献邮品钱币拍卖会上拍卖的一张“地字第柒拾陆號”济南华庆面粉厂股份有限公司股票的票面信息，该公司曾定名“济南华庆五蝠牌面粉厂股份有限公司”[1]